# Не стреляйте в белых лебедей (фильм)
«Не стреляйте в белых лебедей» — советский художественный телефильм 1980 года режиссёра Родиона Нахапетова по роману Бориса Васильева «Не стреляйте белых лебедей».

## Сюжет
Жил в селе Егор Полушкин (Станислав Любшин), односельчане и жена звали его Бедоносцем. Всё, за что он ни брался, любая работа или дело — кончались недоразумением. Егор был совершенно не похож на односельчан, практичных и рассудительных. Полушкин был наделён талантом истинного художника, со своим собственным взглядом на жизнь. После долгих поисков Полушкин, наконец, находит своё призвание — он устраивается работать лесником. Единственными друзьями Егора становятся белые лебеди, о которых он заботится с особой нежностью. Но однажды в лес приходят браконьеры, которые убивают ручных лебедей.

## Производство
Фильм снимался в деревне Гливино Борисовского района Белорусской ССР, а также в окрестных деревнях города Пущино Серпуховского района Московской области: Грызлово, Селино, Мещериново и на реке Ока.

## В ролях
| Актёр                                       | Роль                                                |
| ------------------------------------------- | --------------------------------------------------- |
| Станислав Любшин                            | Егор Полушкин                                       |
| Нина Русланова                              | жена Полушкина Харитина Макаровна                   |
| Витя Анисимов                               | сын Егора и Харитины Колька Полушкин                |
| Вера Глаголева                              | учительница Нонна Юрьевна                           |
| Ивар Калныньш (озвучивает Родион Нахапетов) | лесничий Юрий Петрович Чувалов                      |
| Николай Карнаухов                           | начальник лодочной станции Яков Прокопьевич Сазанов |
| Иван Агафонов                               | Фёдор Ипатьевич Бурьянов                            |
| Владимир Пожидаев                           | шабашник Черепок                                    |
| Александр Сажин                             | шабашник Филя                                       |
| Владимир Заманский                          | турист Михаил Матвеевич                             |
| Ирина Азер                                  | туристка Ира                                        |
| Алла Майкова                                | туристка Алла                                       |
| Игорь Фокин                                 | турист Валера                                       |
| Настя Гладкова                              | Катя                                                |
| Женя Никитченко                             | Вовка                                               |
| Константин Григорьев                        | пассажир в купе                                     |
| Григорий Шпигель                            | пассажир в купе Григорий Йозерович                  |
| Анатолий Веденкин                           | пассажир в купе                                     |
| Любовь Соколова                             | работник зоопарка                                   |

## Съёмочная группа
- Авторы сценария: Кирилл Рапопорт, Борис Васильев
- Режиссёр: Родион Нахапетов
- Оператор: Николай Немоляев
- Художник-постановщик: Владимир Аронин
- Композитор: Исаак Шварц